# کوکورین
کوکورین (به چکی: Kokořín) یک منطقهٔ مسکونی در جمهوری چک است که در ناحیه میلنیک واقع شده‌است. کوکورین ۱۴٫۹ کیلومتر مربع مساحت و ۳۶۶ نفر جمعیت دارد و ۳۳۳ متر بالاتر از سطح دریا واقع شده‌است.